# Pangkorfördraget
Pangkorfördraget var ett fördrag mellan den brittiska regeringen och Rajan i Perak. Fördraget undertecknat 20 januari 1874 av Sir Andrew Clarke och Raja Abdullah av Perak på ön Pangkor fick en enorm inverkan på Malaysias utveckling, eftersom det legitimerade brittisk kontroll över de malajiska härskarna och banade väg för den brittiska imperialismen i Malaya. 

## Historia
Området var då världens största leverantör av tenn vilket ledde till att det ansågs som mycket viktigt för britterna, som då redan hade baser i Penang, Malacka och Singapore på Malackahalvön. Maktkamper mellan lokala furstar och blodiga incidenter mellan två kinesiska hemliga sällskap, kända som Ghee Hin och Hai San, som kämpade över kontrollen av tenngruvorna störde metallbrytningen.
Den gamle härskaren i Perak Sultan Ali dog 1871 och successionen Raja Abdullah skulle bli nästa sultan, men eftersom han inte varit närvarande vid begravningen utsågs Raja Ismail till sultan av Perak i stället. Raja Abdullah bad då britterna om hjälp med att lösa dessa två problem. Britterna såg stora möjligheter att öka sitt inflytande i Sydostasien och att stärka monopolet på tenn. Resultatet blev Pangkorfördraget 1874.
Avtalet innebar att:
- Raja Abdullah legitimt erkänns som sultan av Perak och Sultan Ismail får som ersättning en titel och en månatlig ekonomisk ersättning till ett belopp av 1000 pesos.
- Sultanen får en brittisk resident vars råd bör följas i alla frågor utom frågor om religion eller kultur.
- Sultanen sköter övervakning och insamling av skatter och förvaltningen av staten, men efter råd från och samtycke med residenten.
- Ministern för Larut blir kvar, men erkänns inte som en självständig ledare. En brittisk officer utses i hans ställe med långtgående rättigheter i förvaltningen.
- Sultanen, inte den brittiska regeringen, betalar lönen för residenten.
- Perak överlåter Dinding och ön Pangkor till Storbritannien.

Raja Ismal visste inte om mötet mellan Sir Andrew Clare och Raja Abdullah. Han hade uppenbarligen inte accepterat avtalet, men kunde inte göra någonting mot alliansen mellan Raja Abdullah och britterna. Sir J.W.W. Birch blev den första brittiska representanten sedan kontraktet trätt i kraft.
Under de följande åren stärktes det koloniala inflytandet och även de tre malajiska staterna Negeri Sembilan, Selangor och Pahang blev brittiska protektorat. Dessa skyddsstater bildade Förenade malajstaterna 1896.